# Гохшорнер, Петер
Петер Гохшорнер (словац. Peter Hochschorner; род. 7 сентября 1979, Братислава) — словацкий каноист-слаломист, трёхкратный олимпийский чемпион (2000, 2004 и 2008) в гребле на каноэ-двойке, многократный чемпион мира и Европы. Все олимпийские награды неизменно завоёвывал в паре со своим братом-близнецом, также трёхкратным олимпийским чемпионом Паволом Гохшорнером.

## Биография
Петер Гохшорнер родился 7 сентября 1979 года в Братиславе в семье Петера (старшего) и Габики Гохшорнеров, которые были спортсменами и представляли Чехословакию. Его брат-близнец — Павол Гохшорнер — родился в тот же день, а в дальнейшем стал его «вечным» напарником по гребле. У них есть сестра Ева, которая также занималась греблей на байдарках и каноэ и представляла Словакию в соревнованиях в спринте, став седьмой в соревновании каноэ-двоек на чемпионате Европы 1999 года в Загребе.

## Карьера
Павол и Петер стали заниматься спортом благодаря влиянию родителей. Тренером братьев является их отец, Петер Гохшорнер-старший. Во время тренировок братья занимаются бегом на лыжах, плаванием и тяжелоатлетическими упражнениями.
В 2000 году словацкая федерация гребли на байдарках и каноэ впервые признала братьев спортсменами года Словакии. По состоянию на лето 2016 года, они становились обладателями этой награды девять раз в период с 2000 по 2016 годы. Они шесть раз становились чемпионами мира и являются многократными чемпионами Европы.

### Олимпийские игры
Первую золотую олимпийскую медаль братья завоевали в Сиднее осенью 2000 года. Их главными соперниками были поляки Кшиштоф Коломаньский и Михал Станишевский, которые в 1995 году становились чемпионами мира. На турнире был изменён регламент, в результате победитель определялся не по лучшему заезду, а по сумме двух. В первом финальном заезде братья, а также поляки допустили небольшие ошибку, получив по две секунды штрафа, и оба уступили французскому дуэту (стали вторыми и третьими, соответственно). Однако те допустили грубую ошибку, получили 52 секунды штрафа, лишившись шансов на медаль. В то же время Павол и Петер прошли дистанцию без штрафов, став олимпийскими чемпионами. Польский дуэт также прошёл второй заезд без штрафов, но уступил словакам три секунды. По словам Павола, их первое участие на Олимпийских играх оказалось эмоциональным, так как было невозможно представить себе масштаб Олимпийских игр, тем не менее, выступление прошло очень гладко.
Спустя четыре года регламент соревнований не изменился. В квалификации словацкий дуэт выиграл оба заезда, без проблем выйдя в полуфинал, где также победил. Братья Гохшорнеры выиграли первый финальный заезд с четырёхсекундным преимуществом. Даже несмотря на мелкую ошибку ценой в две секунды штрафа во втором заезде, они стали вторыми и уступили менее секунды, таким образом, им хватило запаса чтобы во второй раз подряд стать олимпийскими чемпионами. В итоговом зачёте они обошли немецкую сборную (Маркус Беккер и Штефан Хенце) более чем на три секунды. Вспоминая Игры в Афинах, братья вспоминали, что защита титула для них была эмоциональна из-за того, что они выступали в стране, где история самих Игр и зародилась.

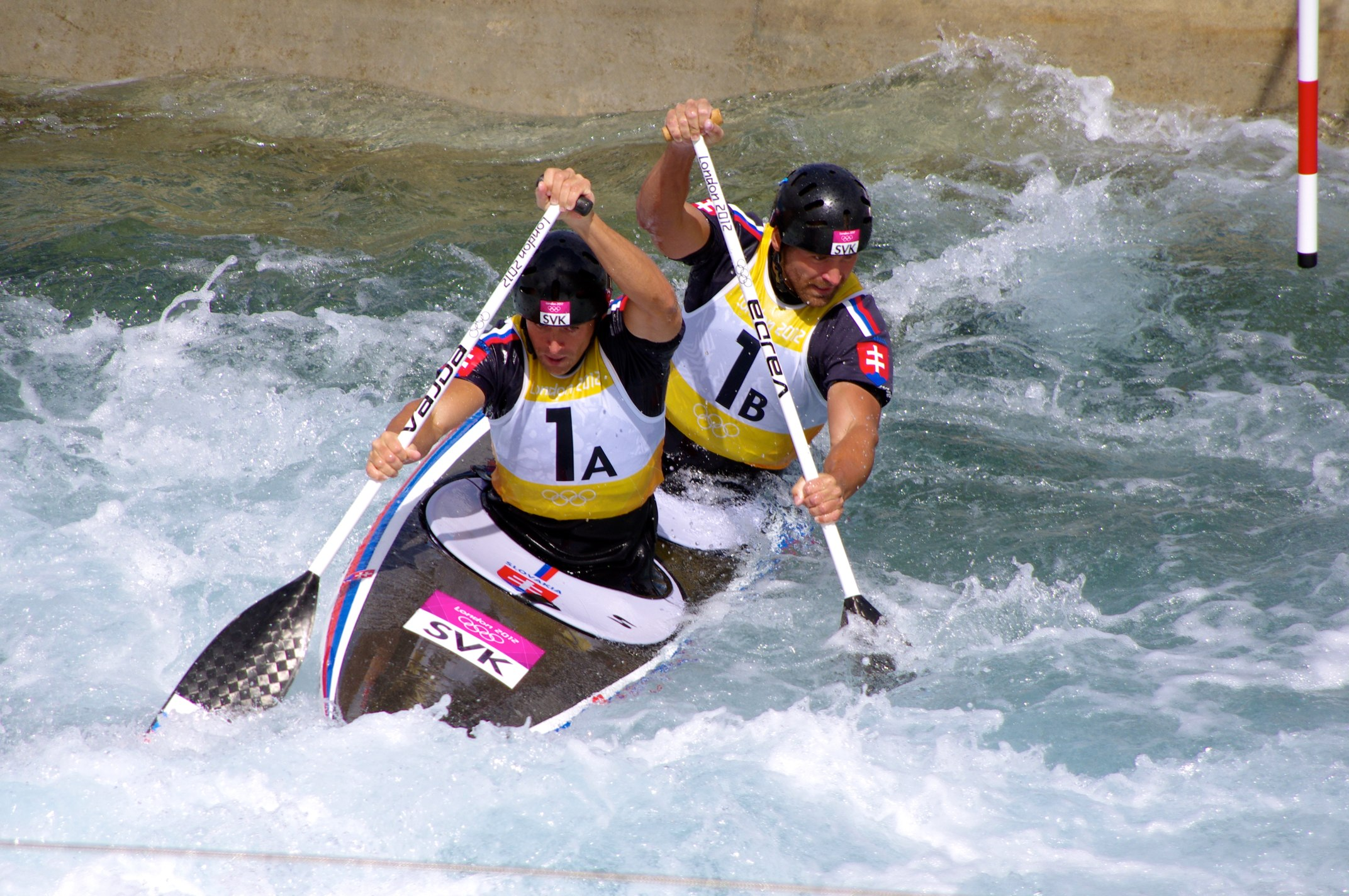
Братья Гохшорнеры на Олимпийских играх 2012 года

На Олимпийских играх в Пекине Павол и Петер Гохшорнеры также легко прошли квалификацию, заняв первое место. В первом финальном раунде (который являлся также полуфиналом) они уступили немцам как по времени, так и по штрафным очкам, но стали вторыми и вошли в число шести финалистов. Финальный раунд был перенесён на день позже, что по воспоминанием Павола, оказывало нервозное давление. Однако в последнем заезде немцы ошиблись гораздо сильнее, проиграв пять секунд словакам. Они же также не сумели стать первыми во втором заезде, немного уступив французскому дуэту, но по сумме стали первыми и завоевали третье подряд олимпийское золото. Благодаря этому достижению словаки стали первыми в истории словаками, выигравшими три олимпийские золотые медали.
По словам братьев, до Олимпиады 2012 года они не были в Лондоне ни разу. Будучи фаворитами на своей четвёртой Олимпиаде, братья стали вторыми в квалификации и полуфинале, даже несмотря на ошибку. В финале избежать ошибки также не удалось, и она оказалась решающей в борьбе за золотые медали: два британских дуэта обошлись без штрафных секунд, заняв первое и второе места. Они обошли словаков менее чем на две секунды, таким образом, избежав штрафа, словаки могли бы вновь победить.

## Вне спорта
Петер Гохшорнер является поклонником английского игрока в снукер Ронни О'Салливана.
Петер открыл в Братиславе свой автосервис, где всё время после тренировок работает механиком. По словам Гохшорнера, гребной слалом не способен обеспечить спокойную жизнь после окончания спортивной карьеры, и нужно заранее думать о том, как жить дальше.

## Награды
В 2009 году братья стали членами Зала славы International Whitewater. Спустя год братья были награждены орденом Людовита Штура I класса.